# Emblema della Repubblica Socialista Sovietica Kirghisa
L'emblema della Repubblica Socialista Sovietica Kirghisa fu l'emblema ufficiale della Repubblica Socialista Sovietica Kirghisa, una delle repubbliche costituenti l'Unione Sovietica, dal 23 marzo 1937 fino al 14 gennaio 1994.

## Simbologia
L'emblema appare fin da subito uno dei più originali e complessi fra quelli appartenenti alle repubbliche sovietiche: la presenza dei classici simboli riconducibili all'araldica socialista infatti, si accompagna qui ad elementi grafici che non compaiono altrove: ne sono un esempio i fregi su sfondo azzurro che fanno da sfondo a falce e martello (in basso al centro) e che delimitano la parte interna del bordo. Nel mezzo, il disegno di una catena montuosa innevata (probabilmente il Tien Shan, che attraversa il territorio kirghiso) si staglia davanti al sole nascente, simbolo del radioso futuro del proletariato.
Il bordo dell'emblema è costituito da elementi vegetali: due spighe di grano sulla destra, un ramo e dei batuffoli di cotone sulla destra, entrambi dal disegno grafico squadrato, che conferisce all'emblema una particolare forma "a punta di lancia". Due fasce rosse contornano i bordi, una alla base dello stemma, l'altra posta poco sopra la falce e martello. Quest'ultima riporta il motto dell'Unione Sovietica Proletari di tutti i paesi, unitevi!, trascritto in lingua kirghisa (Бардык өлкөлөрдүн пролетарлары, бириккиле!) ed in russo (Пролетарии всех стран, соединяйтесь!). La fascia rossa alla base riporta invece il nome ufficiale dello stato (Кыргыз ССР, Kyrgyz SSR) in caratteri cirillici.
A sormontare l'emblema campeggia una stella rossa, simbolo della vittoria della rivoluzione comunista in tutti e cinque i continenti.

## Storia
L'emblema della RSS Kirghisa fu adottato dall'articolo 115 della costituzione dello stato, approvata dal soviet supremo del Partito comunista del Kirghizistan il 23 marzo 1937. Per la sua realizzazione fu indetto l'anno precedente un concorso pubblico, vinto dal progetto presentato da Oksana Trofimovna Pavlenko. La stella rossa sulla sommità venne aggiunta solo nel 1948.
Il simbolo venne poi confermato nella nuova stesura della costituzione della RSS Kirghisa, datata 1978, e rimase in vigore fino al 1994, dopo la costituzione della nuova repubblica del Kirghizistan indipendente a seguito della dissoluzione dell'Unione Sovietica.
È interessante notare come l'attuale emblema del Kirghizistan contenga numerosi elementi tratti dallo stemma della repubblica sovietica: sono infatti presenti l'immagine della catena montuosa, il sole nascente dietro di essa e, sebbene in una veste grafica diversa, i batuffoli di cotone.